# Staroslovenska keramika na Balkanskom poluostrvu
Staroslovenska keramika na Balkanskom poluostrvu kao poseban tip izrade predmeta od gline, nastao je na ovom prostoru, u periodu raspada kasnoantičkih društvenih mreža. Zasnovana je na ručno rađenoj keramici i keramici rađenoj na spororotirajućem primitivnom kolu sa lošijom fakturom od nepročišćene zemlje i dodatcima krupnog peska. Sličnosti ove keramike sa oblicima korišćenim u kasnoantičkoj keramici su vidljive, a razlike uglavnom potiču od tehnologije izrade. Velika većina ovakve keramike ne može se datirati u 6. 7. i 8. vek i kasnije.

## Značaj
Raspoloživi keramički fundus sa brojnih arheoloških lokaliteta na Balkanskom poluostrvu, danas je od posebnog značaja:
- Jer nam u velikoj meri omogućava da pratimo specifičnosti razvoja slovenske keramike na ovom području, jer predstavlja po svojim tipološkim karakteristikama jednu regionalnu varijantu slovenske keramike s postojanjem neospornih retencija razvijenije provincijalno-rimske keramike, koja je na na njen razvoj ispoljila uticaj po dolasku Slovena na prostor nekadašnjeg Rimskog carstva.[8]
- Jer nam poznavanje tehnologije srednjovekovne slovenske keramike svakako omogućava da bolje razumemo jednan od aspekta svakodnevnog života tog vremena, na prostoru Balkana.
- Jer je srednjovekovna slovensko keramičarstvo, takođe, značajan izvor informacija o poreklu

mnogih savremenih keramičarskih (grnčarskih) tehnika i tehnologija koje mogu bolje da osvetle njihovu genezu.

## Istorija
Kako je poznato iz istorijskih izvora, Sloveni su se od 6. veka postepeno naseljavali na Balkan. Da je to naseljavanje, između ostalog, vršeno iz Panonije, potvrđuje naselje Reka u Vinči kod Beograda gde je pronađena keramika slična onoj iz Apatina, kao i nalazi keramike ukrašene uspravnim urezivanjem sa lokaliteta u Argosu, i okoline Mostara kojoj odgovara slična keramika pronađena u Padeju, ali i u naseljima u Nitri na Mikovom dvoru i u Ostroškoj Novoj Vsi.
Pojavu keramike vezane za dolazak slovenskih grupa u srednju Europu, nalazimo u arheološkim nalazištima na Balkanskom poluostrvu, u Čehoslovačkoj, Poljskoj, Rusiji, zatim Mađarskoj, Bugarskoj i Rumuniji. Njeno trajanje do savremenog doba u zapadnom delu Balkanskog poluostrva, odnosno u dinarskoj zoni, objašnjava se relativnom izolovanošću ove oblasti. Dinarski brđani, koji su se bavili pretežno stočarstvom, u mnogim domenima života i kulture očuvali su i inače dosta starih tradicija.
Nedavna istraživanja keramike s lokaliteta u Sloveniji i severnoj Hrvatskoj, pouzdano datiranih u 7. i 8. vek, ukazuju na sličnosti, ali i razlike u odnosu na dalmatinsku, i keramiku na drugim prostorima Balkana. Naime pojava „slovenske“ i kasnoantičke keramike u istom hronološko-stratigrafskom sloju arheolozi su otkrili na više mesta, što može da ukaže vrlo jasno da je ista zajednica koristila oba tipa keramike. 
Na južnom Jadranu, kasnoantička i „slovenska“ keramika pronađene su zajedno u župi dubrovačkoj i Ilovici u Boki Kotorskoj gde su u istim slojevima zajedno pronađene kasnoantička keramika izrađena na brzorotirajućem i sporo - rotirajućem kolu, i ručno rađena „slovenska keramika”.
U Srbiji na visoravani na 1.150 metara nadmorske visine okružene bedemima sedam gora: Golijom, Javorom, Zlatarom, Jadovnikom, Ozrenom, Giljevom i Žilindarom, po celoj Pešteri otkrivene je misteriozno staroslovensko svetilište, kao ostatak staroslovenskih paganskih kultnih mesta,. U ovom svetilišti koje je bilo aktivno još pre 9. i 10. veke, u prednemanjićkom periodu, kada je veliki deo Srba već bio kršten, otkriveni su ostaci tipične staroslovenske keramike.

## Kako je nastala slovenska keramika
Kada govorimo o nastanku slovenske keramike treba imati u vidu, da se ona zasnivala na složenoj privredi stanovništva koje je moralo imati trajna naselja, tradiciju i razvijene veze sa okolnim prostorima. Slovensko stanovništvo koje je osnivalo naselja od 5 do 7. veka jednim delom vuklo je svoje poreklo iz jugoistočne Panonije u kasnoantičkog doba. Pozicije Slovenskih naselja bila je uvek ista, uvek pored voda, što je opšta karakteristika vezana za Slovene.
Objašnjenje promena u načinu izrade ranosrednjovjekovne keramike, po dolaski Slovena na Balkan danas se, osim migracijama, pripisuje i društvenim promenama, posebno nestanku većih tržišta i „specijalista” za izradu keramike i povratku na proizvodnju keramike unutar domaćinstava (kućne keramike), odnosno manjih zajednica. O trgovini keramikom za sada svedoče jedino nalazi grnčarije stranog porekla, pre svega iz nekih od vizantijskih radionica, kao i izuzetno retki ulomci staklenih posuda. Što znači da su Sloveni kupovali keramiku a za uzvrat su Romejima mogli prodavati žito, stoku, vosak, med, kožu i slično.
Kad je došlo do intenziviranja istočnorimske evakuacija iz najvećeg dela nekadašnjeg Rimskog carstva, posebno u oblasti Panonije i Balkana, to je uzrokovalo raspad složenih društvenih sistema u 6. 7. i 8. veku. To u mnogo čemu objašnjava brojne društvene promene kod Slovena., pa i u oblasti izrade keramike.
Raspad složenih društvenih i proizvodnih sistema prouzrokovalo je i lokalizovanje pojedinih zajednica, gubljenje tržišta i nastanak među Slovenima, specijalista za izradi keramike, što je uticalo na pojednostavljivanje tehnologije proizvodnje keramike u generaciji rođenoj nakon ranosrednjevekovnog kolapsa. 
Bez obzira na pitanje kontinuiteta i diskontinuiteta u izradi keramike – pojava kasnoantičke i ranosrednjovjekovne Slovenske keramike u istim stratigrafskom sloju, na pojedinim arheološkim nalazištima na Balkanu, ukazuje na to da nije došlo do jednostavne izmene jedne kulturne grupe drugom, već da je zajednica, koja  je živela na istom prostoru istovremeno koristila oba tipa keramike. Drugim rečima, nalazi keramike govore o kontinuitetu i promni koja nije morala biti izazvana populacijskom promenom i dominacijom kulturno različite grupe, već društvenim i privrednim promenama koje su usledile nakon istočnorimske evakuacije većeg dela nekadašnje Rimske teritorije.

## Načini izrade slovenske keramike
U izradi slovenske keramike uočljii su skoro svi oblici grnčarije, rađeni gnjetanjem,  na brzom i na sporom vitlu, o čemu govore stratigrafski slojevi koji se protežu u sve tri faze slovenskih naselja. 
Grnčarija nastala gnjetanjem
Odnos gnjetane grnčarije prema onoj rađenoj na vitlu je 99:1 izraženo u procentima. Posude rađene gnjetanjem u fakturi obično imaju drobljenu grnčariju, ostatke organskih materija, kao i manju ili veću količinu peska. Na posudama su česti tragovi prstiju, nastali prilikom njihovog oblikovanja. Ponekada je na vršnicima i velikim dubokim zdelama uočljiv otisak tkanine sa unutarnje strane. Verovatno je reč o tkanini kojom je sveže modelovana posuda odvajana od podloge na kojoj je pravljena.
Među grnčarijom rađenom gnjetanjem može se napraviti podela na onu koja je služila za pripremanje hrane pečenjem kao i onu u kojoj se hrana kuvala. 
- Prvu grupu posuda —  činile se ravne kružne ploče-diskovi, male crepulje, odnosno tave, vršnici i topke.
- Drugu grupu posuda — činile su one u kojima je hrana kuvana,  šerpe i lonci. Šerpe su bile posude prečnika 0,25 do 0,30 m, vertikalnih ili zakošenih zidova, duboke 0,12 do 0,15 m, i pravljene su u tri osnovne varijante, kao; lonci bez vrata, ravno zasečenog oboda, lonci sa kratkim vratom, kao i oni sa drugim vratom i obodom. Posebnu pojavu među loncima rađenim gnjetanjem, u drugoj i trećoj fazi, činile su posude koje svojim oblikom podražavaju kasnoantičke oblike lonaca rađenih na brzom i sporom vitlu.

Među posudama rađenim gnjetanjem nalaze se i zdele, sa dva osnovna tipa. Jedne su vrlo velikog prečnika i debelih zidova, dok su druge znatno manje i tanjih zidova. 
Grnčarija nastala na vitlu
Među posuđem rađenim na sporom vitlu prisutni su samo lonci. Iako su nalaženi samo u sitnim ulomcima, može se zaključiti da su srednjih dimenzija, jednostavnog, jajolikog oblika. Oni u fakturi najčešće imaju pesak, a po nekada i tragove organskih materija. Ukrašeni su češljem, urezivanjem valovitih i vodoravnih linija.  
O posuđa rađenih na brzom vitlu pojavljuju se kuhinjski lonci, lončići i krčazi. Postoje tri vrste grnčarije ovakvog načina izrade. 
- Jedna vrsta su posude žute do crvene boje pečenja, koje su poslednji proizvodi rimskog lončarstva sa prostora južno od Dunava.
- Druga vrsta su posude lokalne izrade koje se najčešće ukrašavaju glačanjem a sive su boje. One su ostatak lončarstva kasnoantičkog doba u Banatu i Bačkoj.
- Treću grupu čine posude koje u fakturi imaju sitnog šljunka i po malo organskih materija, a predstavljaju novu proizvodnju na prostoru južno od Dunava. Ova keramika je pečena na otvorenom ognjištu, a jedna od glavnih osobina je dodavanje raznih primesa u glinu, najčešće drobljene grnčarije i organskih materija (pleva, slama, zrnevlje), a ređe pesak, šljunak i kalcit. Ova grnčarija se vrlo retko ukrašavala, a najčešći motiv su jamice izvedene utiskivanjem po obodu.